# Monastero di Santa Chiara (Nocera Inferiore)
Il complesso del monastero di Santa Chiara è posto ai piedi della collina di San Pantaleone, sul confine tra Nocera Inferiore e Pagani alla fine del corso vecchio. Vi si accede da un portale classicheggiante sito sulla strada statale 18, che porta ad un raccolto cortile in fondo a cui è la chiesa.

## Le origini
Appartenente alle clarisse, fu fondato nel 1283. Collocato inizialmente alle falde della collina di San Pantaleone, fu sepolto da una frana a pochi anni dopo la sua apertura.
Le uniche due monache salvatesi furono ospitate presso il non lontano ospizio dei frati minori conventuali del convento di Sant'Antonio, che misero, poi, a loro totale disposizione quella pertinenza per la ricostituzione del convento, dove la struttura si colloca ancora oggi.

## La storia
Il monastero conserva ancora tracce del primitivo edificio trecentesco, ma la struttura visibile è in gran parte risalente alla ristrutturazione (completata solo nel 1796), compiuta su disegno dell'architetto Domenico Antonio Vaccaro.
La ristrutturazione fu dovuta a causa di una forte tempesta scatenatasi nel 1742, che ne fece crollare la facciata ed il campanile.
Nel XV secolo il monastero fu circondato da mura per proteggere la clausura delle suore.
Soppresso dopo l'unità, nel 1905 per 24.000 lire il convento fu riacquistato dalle suore (che, in realtà, non avevano mai abbandonato la struttura).

## Patrimonio artistico e museo
- Chiesa e convento

La chiesa presenta un'elegante facciata barocca in gran parte rifatta nel XIX secolo, all'interno della quale è conservato un dipinto del 1680 di Angelo Solimena, raffigurante la Madonna col Bambino, san Nicola e sant'Antonio, mentre nel coro è presente un'immagine del 1677 con la Vergine che allatta il Bambino (fatta affrescare da suor Flavia Longobardi).
Il dipinto sull'altare, che è del primo '600 raffigura un’Annunciazione. È presente, inoltre una miracolosa immagine della Madonna Bruna. Mediocri gli affreschi del soffitto. Il primo altare a destra fu realizzato nel 1789 su disegno di Orazio Solimena.
Nelle sale di clausura è presente un affresco trecentesco, raffigurante la Vergine che allatta il bambino.
- Il museo

Recenti lavori di restauro hanno riportato alla luce, probabilmente nei locali dell'antico cellarium o refettorio, un affresco raffigurante il Calvario di tardo '400 di autore ignoto, intorno al quale è stata allestita una piccola sala museale contenente alcuni dei reperti più preziosi del convento.
Spiccano su tutti un olio su tela del 1680 Sant'Anna con la vergine Bambina e i santi Antonio di Padova e Nicola di Bari di Angelo Solimena. Sempre del Solimena è un olio su tela raffigurante l'Eterno Padre con Madonna bambina. Altre tele sono di autori ignori ma risalenti alla scuola napoletana di XVII-XVIII secolo.
Apprezzabile è anche la statuaria lignea, tutta collocabile tra XVII-XVIII secolo.
Vi si conservano, inoltre, preziosi calici, arredi sacri e una lettera autografa di Sant'Alfonso Maria de' Liguori.

## Galleria d'immagini

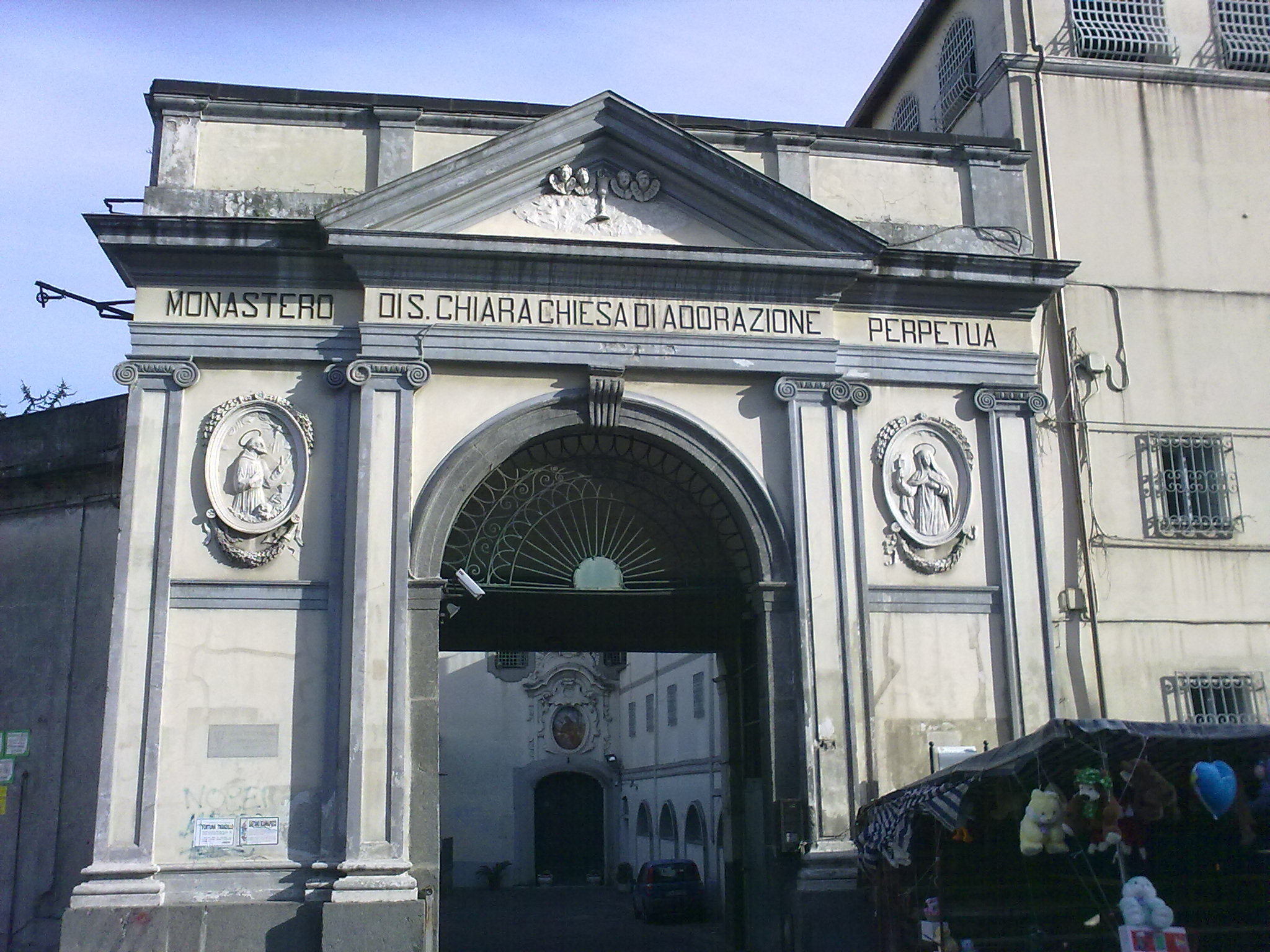
L'ingresso del monastero
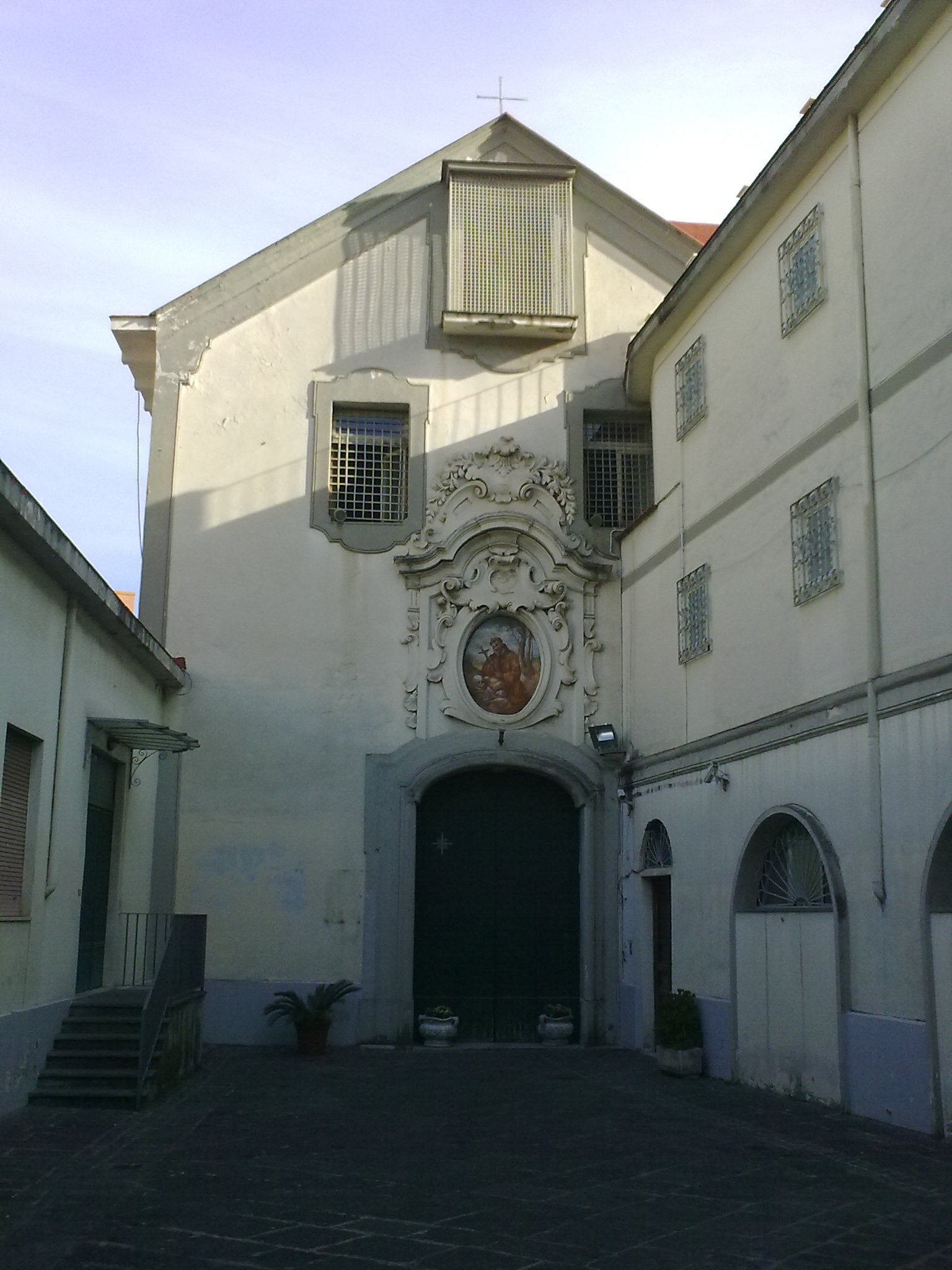
La facciata della chiesa